# غهويية (فتح أباد)
غهوییة (بالفارسية: گهوییه) هي قرية تقع في إيران في Fathabad Rural District. يقدر عدد سكانها بـ 172 نسمة بحسب إحصاء 2016.